# Stefania Jagielnicka-Kamieniecka
Stefania Jagielnicka-Kamieniecka (ur. 14 marca 1951 w Bytomiu) – polska dziennikarka, poetka i powieściopisarka, absolwentka Uniwersytetu Śląskiego w Katowicach, mieszkająca w Wiedniu.

## Życiorys
Wychowała się w Bytomiu, gdzie ukończyła żeńskie Liceum Ogólnokształcące nr. 5. W latach 1969–1982 mieszkała w Katowicach, gdzie od roku 1972 pracowała jako dziennikarka w „Dzienniku Zachodnim”, w którym zajmowała się publicystyką kulturalną oraz reportażem, aż do powstania „Solidarności”. Po internowaniu wyemigrowała do USA w 1982 roku. W 1983 roku uzyskała honorowe dożywotnie członkostwo Arizona Press Club w Phoenix.
W kwietniu 1981 podjęła pracę w tygodniku „Solidarność-Jastrzębie”, z którego po pewnym czasie zrezygnowała, by zająć się wyłącznie publicystyką antykomunistyczną.
Pod koniec roku 2002 ukazał się tomik jej poezji, zatytułowany Leichter als Atem (Lżejsza niż oddech), po czym reportaże pod tytułem Wege zum Erfolg (Drogi do sukcesu) i Wege zur Erfüllung (Drogi do spełnienia) oraz wspomnienia zatytułowane Sprung über den Abgrund (Skok nad przepaścią). Wydane zostały również jej książki w języku polskim: dwie powieści – Sen i Wielki Manipulator, wspomnienia Skok nad przepaścią oraz dwa tomiki wierszy.
Od roku 2011 zaczęła publikować powieści na polskim rynku wydawniczym

## Twórczość
- 2002: Leichter als Atem, tom poetycki
- 2002: Wege zum Erfolg, reportaże
- 2003: Wege zur Erfüllung, reportaże
- 2004: Sprung über den Abgrund, wspomnienia
- 2004: Tam gdzie łzy zamieniają się w perły, tom poetycki
- 2004: W zielonym gąszczu serca, tom poetycki
- 2004: Sen, powieść
- 2004: Wielki Manipulator, powieść
- 2005: Skok nad przepaścią, wspomnienia
- 2011: Z busolą w sercu, powieść
- 2011: Samobójcy, powieść
- 2011: Siatka w sieci, powieść
- 2012: Poezja i miłość, powieść
- 2012: Oko w oko ze śmiercią, powieść
- 2012: Niebezpieczna miłość, powieść
- 2012: W diabelskiej pętli, powieść
- 2013: W matni, powieść
- 2013: Zdeptana róża, powieść
- 2013: Między opętaniem a oczarowaniem, powieść
- 2013: Więcej niż szczęście, powieść
- 2013: Przechytrzyć Pana Boga, powieść
- 2013: Zbłąkane serce, powieść
- 2014: Transplantacja duszy, powieść
- 2014: Zgwałcona, powieść
- 2014: Zabójstwo z urojenia, powieść
- 2015: Namiętność niejedno ma imię, powieść
- 2015: Między snem a jawą, powieść
- 2015: W amoku, powieść
- 2016: Bezkarni zbrodniarze, powieść
- 2016: Amfetamina, powieść
- 2017: Marzycielka, powieść